# 木榄属
木榄属（学名：Bruguiera）是金虎尾目红树科下的一个属，为乔木植物。该属共有5个种及3个杂交种，分布于印度-西太平洋地区，均为典型的红树林植物。该属的物种普遍具有红树科树叶与树干特征，树干上常见皮孔，具有特殊的膝状根系。属内物种依据其花序中花芽的数量与大小、花萼数量与形状以及花瓣上是否存在刺毛可以进行区分。属内常有杂交事件，但已发现的三个杂交个体均以木榄Bruguiera gymnorhiza为父本。
中国境内仅有木榄与海莲的自然分布，木榄分布于海南、广西、广东、福建及香港、台湾等地区，而海莲仅分布于海南岛。而在海南岛东寨港、清澜港等地，木榄与海莲的混交林中常有杂交种尖瓣海莲。小花木榄和柱果木榄已被引种到中国境内。
属名Bruguiera为纪念法国植物学家J.G.Bruguieres（1734-1798）而创立。

## 属内物种
- 木榄 Bruguiera gymnorhiza (L.) Lam.[3][4]
- 海莲 Bruguiera sexangula (Lour.) Poir.[5][6]
- 小花木榄 Bruguiera parviflora (Roxb.) Wight & Arn. ex Griff.[7]
- 柱果木榄 Bruguiera cylindrica (L.) Blume.[8][9]
- Bruguiera exaristata Ding Hou.[10]

#### 杂交种：
- Bruguiera hainesii C.G.Rogers.[11][12]
- 尖瓣海莲 B. × rhynchopetala (W.C.Ko) N.C.Duke & X.J.Ge[13]
- B. × dungarra.[14]